# 成沢潤治
成沢 潤治（なるさわ じゅんじ、1962年8月23日 - ）は、日本の実業家。ドン・キホーテ元代表取締役社長。

## 略歴
1984年神奈川大学経済学部中退。
1992年ジャスト（現：ドン・キホーテ）入社。杉並店店長、第一営業本部長パウ・クリエーション取締役、ドンキ情報館取締役を経て、2005年ドン・キホーテ代表取締役社長に就任。2013年病気療養の為辞任。